# Specie italiane di Cirsium
La voce elenca le specie italiane del genere Cirsium .

## Elenco delle specie italiane diCirsium
Il seguente elenco è tratto dalla ”Flora d'Italia” di Sandro Pignatti (1982 e 2018), dalla ”Flora Alpina” di Aeschimann et al. (2004), dal ”An annotated checklist of the Italian Vascular Flora” di Conti et al. (2005) e dalla ”Checklist della flora vascolare d'Italia”, aggiornato con alcune recenti checklist
- Cirsium acaule (L.) Scop. - Cardo nano	(c. acaulon (L.) Scop.[2])
- Cirsium alpis-lunae Brilli-Catt. & Gubellini - Cardo dell'Alpe della Luna
- Cirsium alsophilum (Pollini) Soldano - Cardo montano
- Cirsium arvense (L.) Scop. - Cardo campestre
- Cirsium bertolonii Spreng. - Cardo di Bertoloni
- Cirsium canum (L.) All. - Cardo biancheggiante
- Cirsium carniolicum Scop. - Cardo della Carniola
- Cirsium creticum (Lam.) d'Urv. s.l. - Cardo cretese
- Cirsium dissectum (L.) Hill (forse non presente in Italia[2])
- Cirsium echinatum (Desf.) DC. - Cardo a cuscinetto
- Cirsium eriophorum (L.) Scop. s.l. - Cardo scardaccio
- Cirsium erisithales (Jacq.) Scop. - Cardo zampa d'orso
- Cirsium ferox (L.) DC. - Cardo crudele
- Cirsium heterophyllum (L.) Hill - Cardo tagliente
- Cirsium italicum DC. - Cardo italico
- Cirsium lacaitae Petr. - Cirsio di Lacaita
- Cirsium lobelii Ten. - Cardo di l'Obel
- Cirsium monspessulanum (L.) Hill - Cardo di Montpellier
- Cirsium morisianum Rchb. f. - Cardo di Moris
- Cirsium oleraceum (L.) Scop. - Cardo giallastro
- Cirsium palustre (L.) Scop. - Cardo di palude
- Cirsium pannonicum (L. f.) Link - Cardo serretta
- Cirsium rivulare (Jacq.) All. - Cirsio dei ruscelli (non è stata più riportata nella seconda edizione della "Flora d'Italia")
- Cirsium scabrum (Poir.) Bonnet & Barratte - Cardo scabro
- Cirsium spathulatum (Moretti) Gaudin
- Cirsium spinosissimum (L.) Scop. - Cardo spinosissimo
- Cirsium tenoreanum Petr. - Cardo di Tenore
- Cirsium tuberosum (L.) All. - Cardo tuberoso
- Cirsium vallis-demonis Lojac. - Cardo del Valdemone
- Cirsium vulgare (Savi) Ten. - Cardo asinino

(* Cirsium misilmerense Ces., Pass. & Gibelli - Cardo di Misilmeri sinonimo di Cirsium vulgare)

## Ibridi italiani
Elenco di alcuni ibridi della flora spontanea italiana interspecifici.

A
- Cirsium x affine Tausch (1833) – Ibrido fra: Cirsium heterophyllum  e Cirsium oleraceum
- Cirsium x alpestre Nageli (1840) – Ibrido fra: Cirsium acaule e Cirsium heterophyllum
- Cirsium x ambiguum All. (1789)  - Ibrido fra: Cirsium heterophyllum e Cirsium rivulare
- Cirsium x arenesii Millat (1937) – Ibrido fra: Cirsium arvense e Cirsium monspessulanum
- Cirsium x arisitense Coste & Soulié (1898) – Ibrido tra: Cirsium monspessulanum e Cirsium tuberosum
- Cirsium x aschersonii Celak. (1873) – Ibrido fra: Cirsium canum e Cirsium tuberosum

B
- Cirsium x bifrons Arvet-Touvet (1873) – Ibrido fra: Cirsium heterophyllum e Cirsium alsophilum
- Cirsium x biggeriense Rouy (1905) – Ibrido fra: Cirsium monspessulanum e Cirsium rivulare
- Cirsium x bipontinum (F.W. Schultz) F.W. Schultz (1842) – Ibrido fra: Cirsium oleraceum e Cirsium vulgare
- Cirsium x bifrons Arvet-Touvet (1873) – Ibrido fra:  Cirsium heterophyllum e Cirsium alsophilum
- Cirsium x boulayii E.G. Camus (1892) – Ibrido fra: Cirsium acaule e Cirsium arvense
- Cirsium x braunblanquetii Lawalrèe (1975) – Ibrido fra: Cirsium alsophilum e Cirsium oleraceum
- Cirsium x breunium Gollet & Huter (1896) – Ibrido fra: Cirsium heterophyllum e Cirsium vulgare
- Cirsium x breviscapum Eichenfeldt (1893) – Ibrido fra:  Cirsium acaule e Cirsium alsophilum
- Cirsium x brunneri A. Braun ex Nyman (1879) – Ibrido fra: Cirsium rivulare e Cirsium tuberosum

C
- Cirsium x candolleanum Nageli (1840) – Ibrido fra: Cirsium erisithales e Cirsium oleraceum
- Cirsium x catalaunicum Sennen (1914) – Ibrido fra: Cirsium acaule  e Cirsium monspessulanum
- Cirsium x celakovskianum Knaf (1812) – Ibrido tra: Cirsium arvense e Cirsium palustre
- Cirsium x csepeliense Borbàs (1878) – Ibrido fra: Cirsium arvense e Cirsium vulgare

D
- Cirsium x discolor Goller & Huter (1906) – Ibrido fra: Cirsium arvense e Cirsium heterophyllum
- Cirsium x dominii M. Schulze (1903) – Ibrido tra: Cirsium eriophorum e Cirsium palustre

E
- Cirsium x erisithaliforme Preissmann (1894) – Ibrido fra: Cirsium arvense e Cirsium erisithales
- Cirsium x erucagineum DC. in Lam. & DC. (1805) – Ibrido fra: Cirsium oleraceum e Cirsium rivulare

F
- Cirsium x fabium Porta ex Huter in A. Kerner (1889) – Ibrido fra: Cirsium erisithales e Cirsium alsophilum
- Cirsium x fissibracteatum Peterm. (1849) – Ibrido fra: Cirsium acaule e Cirsium spinosissimum
- Cirsium x flavescens Koch (1843) – Ibrido fra: Cirsium erisithales e Cirsium spinosissimum
- Cirsium x fleischeri Podp. (1904) – Ibrido fra: Cirsium canum e Cirsium eriophorum
- Cirsium x fissibracteatum Peterm. (1849) – Ibrido fra: Cirsium acaule e Cirsium spinosissimum

G
- Cirsium x grandiflorum Kittel (1844) – Ibrido fra: Cirsium eriophorum e Cirsium vulgare

H
- Cirsium x heerianum Nageli (1840) – Ibrido fra: Cirsium acaule e Cirsium rivulare
- Cirsium x heuseri Uechtr. - Ibrido fra: Cirsium canum  e Cirsium vulgare
- Cirsium x hybridum Koch ex DC. in Lam. & DC. (1815) – Ibrido tra: Cirsium oleraceum e Cirsium palustre

I
- Cirsium x inerme Reichenb. (1832) – Ibrido fra: Cirsium oleraceum e Cirsium tuberosum

J
- Cirsium x jouffroyi Neyra & E.G. Camus (1893) – Ibrido tra: Cirsium monspessulanum e Cirsium palustre

K
- Cirsium x kirschlegeri Schultz-Bip. (1843) – Ibrido tra: Cirsium acaule e Cirsium palustre

M
- Cirsium x martinii M. Lambert (1911) – Ibrido fra: Cirsium acaule e Cirsium eriophorum
- Cirsium x meratii P. Fourn. (1928) – Ibrido fra:  Cirsium eriophorum e Cirsium oleraceum
- Cirsium x moravicum Petrak (1960) – Ibrido fra:  Cirsium arvense e Cirsium rivulare
- Cirsium x murrianum Khek (1925) – Ibrido fra: Cirsium canum e Cirsium heterophyllum

N
- Cirsium x narbonense Rouy (1900) – Ibrido fra: Cirsium echinatum e Cirsium vulgare
- Cirsium x norrisii Bicknell (1896) – Ibrido fra: Cirsium erisithales e Cirsium tuberosum

O
- Cirsium x ochroleucum All. (1785) – Ibrido tra: Cirsium erisithales e Cirsium palustre
- Cirsium oleraceum x pannonicum – Ibrido tra: Cirsium oleraceum e Cirsium pannonicum

P
- Cirsium x praealpinum G. Beck (1884) – Ibrido fra: Cirsium erisithales e Cirsium rivulare
- Cirsium x prantlii Grembli in Hegi (1928) – Ibrido fra: Cirsium arvense e Cirsium tuberosum
- Cirsium x purpureum All. (1785) – Ibrido fra: Cirsium heterophyllum e Cirsium spinosissimum

R
- Cirsium x reichenbachianum Lohr (1852) – Ibrido fra: Cirsium arvense e Cirsium oleraceum
- Cirsium x reyi Rouy (1904) – Ibrido fra: Cirsium ferox e Cirsium vulgare
- Cirsium x rigens (Aiton) Wallr. (1822) – Ibrido fra: Cirsium acaule e Cirsium oleraceum

S
- Cirsium x sabaudum Loehr (1852) – Ibrido fra: Cirsium acaule  e Cirsium vulgare
- Cirsium x schultzianum Loehr (1852) – Ibrido fra: Cirsium rivulare e Cirsium spinosissimum
- Cirsium x semidecurrens H.E. F. Richter in Klett & H.E.F. Richter (1830) – Ibrido tra: Cirsium palustre e Cirsium tuberosum
- Cirsium x sennenii Rouy (1905) – Ibrido fra: Cirsium arvense e Cirsium eriophorum
- Cirsium x siegertii Schultz-Bip. (1861) – Ibrido fra: Cirsium canum e Cirsium rivulare
- Cirsium x silesiacum C.H. Schultz (1844) – Ibrido tra:  Cirsium canum e Cirsium palustre
- Cirsium x soroksarense Wagner (1922) – Ibrido fra:  Cirsium arvense e Cirsium canum
- Cirsium x spinifolium G. Beck (1881) – Ibrido tra: Cirsium palustre e Cirsium spinosissimum
- Cirsium x subalpinum Gaudin (1829) – Ibrido tra: Cirsium palustre e Cirsium rivulare
- Cirsium x subspinuligerum Peterm. (1849) – Ibrido fra: Cirsium palustre e Cirsium vulgare

T
- Cirsium x tappeineri (Reichenb. fil.) Treuinfels (1875) – Ibrido fra: Cirsium erisithales e Cirsium heterophyllum
- Cirsium x tataricum (L.) All. (1785) – Ibrido fra: Cirsium canum e Cirsium oleraceum
- Cirsium x thomasii Nageli (1840) – Ibrido fra: Cirsium oleraceum e Cirsium spinosissimum
- Cirsium x tiroliense Treuinfels (1875) – Ibrido fra: Cirsium acaule e Cirsium erisithales

V
- Cirsium x variegatum Arvet-Touvet (1873) – Ibrido fra:  Cirsium alsophilum e Cirsium spinosissimum

W
- Cirsium x wankelii Reichardt (1861) – Ibrido tra: Cirsium heterophyllum e Cirsium palustre
- Cirsium x winklerianum Celak. (1873) – Ibrido fra: Cirsium acaule e Cirsium canum

Z
- Cirsium x zizianum Koch (1838) – Ibrido fra: Cirsium acaule e Cirsium tuberosum

## Specie europee-mediterranee
Nell'areale europeo-mediterraneo oltre alle specie spontanee della flora italiana sono presenti le seguenti altre specie:

A
- Cirsium adjaricum Sommier & Levier - Distribuzione: Anatolia
- Cirsium aduncum DC. - Distr.: Anatolia
- Cirsium aggregatum Ledeb. - Distr.: Anatolia
- Cirsium alatum (S. G. Gmel.) Bobrov - Distr.: Europa sud-orientale, Anatolia e Transcaucasia
- Cirsium albowianum Sommier & Levier - Distr.: Georgia
- Cirsium amani Post - Distr.: Anatolia e Siria
- Cirsium appendiculatum Griseb. - Distr.: Penisola Balcanica del sud
- Cirsium arachnoideum (M. Bieb.) M. Bieb. - Distr.: Transcaucasia
- Cirsium argillosum Kharadze - Distr.: Transcaucasia
- Cirsium aristatum DC. - Distr.: Anatolia
- Cirsium aytatchii H. Duman & R. R. Mill - Distr.: Anatolia

B
- Cirsium balkharicum Kharadze - Distr.: Transcaucasia
- Cirsium baytopiae P. H. Davis & Parris - Distr.: Turchia europea
- Cirsium boluënse P. H. Davis & Parris - Distr.: Anatolia
- Cirsium boujartii (Piller & Mitterp.) Sch. Bip. - Distr.: Penisola Balcanica (area centrale)
- Cirsium brachycephalum Jur. - Distr.: Europa del centro-sud (bacino idrografico del Danubio)
- Cirsium bracteosum DC. - Distr.: Anatolia
- Cirsium bulgaricum DC. - Distr.: Bulgaria e Turchia (europea e asiatica)
- Cirsium buschianum Kharadze - Distr.: Transcaucasia

C
- Cirsium candelabrum Griseb. - Distr.: Penisola Balcanica e Romania
- Cirsium caput-medusae Sommier & Levier - Distr.: Transcaucasia
- Cirsium cassium P. H. Davis & Parris - Distr.: Anatolia
- Cirsium caucasicum (Adams) Petr. - Distr.: Anatolia e Transcaucasia
- Cirsium cephalotes Boiss. - Distr.: Anatolia e Transcaucasia
- Cirsium chlorocomos Sommier & Levier - Distr.: Transcaucasia
- Cirsium chrysacanthum (Ball) Jahand. - Distr.: Marocco
- Cirsium ciliatum (Murray) Moench - Distr.: Europa sud-orientale, Anatolia e Transcaucasia
- Cirsium cilicicum P. H. Davis & Parris - Distr.: Anatolia
- Cirsium czerkessicum Kharadze - Distr.: Transcaucasia

D
- Cirsium daghestanicum Kharadze - Distr.: Transcaucasia
- Cirsium davisianum Kit Tan & Sorger - Distr.: Anatolia
- Cirsium dealbatum M. Bieb. - Distr.: Transcaucasia
- Cirsium decussatum Janka - Distr.: Europa orientale
- Cirsium dirmilense R. M. Burton - Distr.: Anatolia
- Cirsium dissectum (L.) Hill - Distr.: Europa centro-nord (Francia, Germania e Inghilterra)
- Cirsium ducellieri Maire - Distr.: Marocco
- Cirsium dyris Jahand. & Maire - Distr.: Marocco

E
- Cirsium echinus (M. Bieb.) Hand.-Mazz. - Distr.: Anatolia e Transcaucasia
- Cirsium eliasianum Kit Tan & Sorger - Distr.: Anatolia
- Cirsium ellenbergii Bornm. - Distr.: Anatolia
- Cirsium erythrolepis K. Koch - Distr.: Transcaucasia
- Cirsium esculentum (Siev.) C. A. Mey. - Distr.: Europa sud-orientale, Anatolia e Transcaucasia
- Cirsium euxinum Kharadze - Distr.: Transcaucasia

F
- Cirsium filipendulum Lange - Distr.: Spagna, Francia e Portogallo
- Cirsium fominii Petr. - Distr.: Georgia
- Cirsium furiens Griseb. & Schenk - Distr.: Ungheria e Romania

G
- Cirsium gagnidzei Kharadze - Distr.: Transcaucasia
- Cirsium glabrum DC. - Distr.: Spagna e Francia
- Cirsium grecescui Rouy - Distr.: Romania e Serbia

H
- Cirsium hakkaricum P. H. Davis & Parris - Distr.: Anatolia
- Cirsium haussknechtii Boiss. - Distr.: Anatolia
- Cirsium heldreichii Halácsy - Distr.: Grecia
- Cirsium heterotrichum Pancic - Distr.: Penisola balcanica (centro)
- Cirsium hygrophilum Boiss. - Distr.: Transcaucasia
- Cirsium hypoleucum DC. - Distr.: Anatolia
- Cirsium hypopsilum Boiss. & Heldr. - Distr.: Grecia

I
- Cirsium imereticum Boiss. - Distr.: Georgia
- Cirsium isophyllum (Petr.) Grossh. - Distr.: Anatolia e Transcaucasia

K
- Cirsium karduchorum Petr. - Distr.: Anatolia
- Cirsium kirbense Pomel - Distr.: Algeria
- Cirsium kosmelii (Adams) Hohen. - Distr.: Anatolia e Transcaucasia

L
- Cirsium laniflorum (M. Bieb.) Fisch. - Distr.: Ucraina
- Cirsium latifolium Lowe - Distr.: Isole Madera
- Cirsium leucocephalum (Willd.) Spreng. - Distr.: Anatolia, Siria e Transcaucasia
- Cirsium leucopsis DC. - Distr.: Anatolia
- Cirsium libanoticum DC. - Distr.: Anatolia e Siria
- Cirsium ligulare Boiss. - Distr.: Penisola Balcanica meridionale, Romania e Anatolia

M
- Cirsium macrobotrys (K. Koch) Boiss. - Distr.: Anatolia e Transcaucasia
- Cirsium macrocephalum C. A. Mey. - Distr.: Transcaucasia
- Cirsium mairei Halácsy - Distr.: Grecia
- Cirsium maroccanum Petr. - Distr.: Marocco
- Cirsium morinifolium Boiss. & Heldr. - Distr.: Creta

O
- Cirsium oblongifolium K. Koch - Distr.: Georgia
- Cirsium obvallatum (M. Bieb.) Fisch. - Distr.: Anatolia e Transcaucasia
- Cirsium odontolepis DC. - Distr.: Francia, Spagna e Marocco
- Cirsium osseticum (Adams) Petr. - Distr.: Anatolia e Transcaucasia

P
- Cirsium phyllocephalum Boiss. & Blanche - Distr.: Israele, Giordania e Siria
- Cirsium poluninii P. H. Davis & Parris - Distr.: Anatolia
- Cirsium pseudobracteosum P. H. Davis & Parris - Distr.: Anatolia
- Cirsium pseudopersonata Boiss. & Balansa - Distr.: Anatolia e Transcaucasia
- Cirsium pubigerum (Desf.) DC. - Distr.: Anatolia e Transcaucasia
- Cirsium pugnax Sommier & Levier - Distr.: Anatolia e Transcaucasia
- Cirsium pyrenaicum (Jacq.) All. - Distr.: Francia, Spagna, Portogallo e Marocco

R
- Cirsium richterianum Gillot - Distr.: Francia è Spagna
- Cirsium rigidum DC. - Distr.: Anatolia e Transcaucasia
- Cirsium rosulatum Talavera & Valdés - Distr.: Spagna

S
- Cirsium schelkownikowii Petr. - Distr.: Azerbaigian e Armenia
- Cirsium serrulatum (M. Bieb.) Fisch. - Distr.: Europa sud-orientale
- Cirsium simplex C. A. Mey. - Distr.: Anatolia e Transcaucasia
- Cirsium sintenisii Freyn - Distr.: Anatolia
- Cirsium sipyleum O. Schwarz - Distr.: Anatolia
- Cirsium sommieri Petr. - Distr.: Anatolia
- Cirsium sorocephalum Fisch. & C. A. Mey. - Distr.: Anatolia e Transcaucasia
- Cirsium sosnovskyi Kharadze - Distr.: Georgia
- Cirsium steirolepis Petr. - Distr.: Anatolia
- Cirsium strigosum (M. Bieb.) Fisch. - Distr.: Anatolia e Transcaucasia
- Cirsium svaneticum Sommier & Levier - Distr.: Transcaucasia
- Cirsium sychnosanthum Petr. - Distr.: Transcaucasia

T
- Cirsium trachylepis Boiss. - Distr.: Anatolia
- Cirsium tymphaeum Hausskn. - Distr.: Penisola Balcanica sud-occidentale

U
- Cirsium ukranicum DC. - Distr.: Europa sud-orientale
- Cirsium uliginosum (M. Bieb.) Fisch. - Distr.: Transcaucasia

V
- Cirsium valentinum Porta & Rigo - Distr.: Spagna

W
- Cirsium waldsteinii Rouy - Distr.: Europa centro-orientale
- Cirsium welwitschii Coss. - Distr.: Portogallo

## Visione sinottica del genere
Per meglio comprendere ed individuare le varie specie del genere (solamente per le specie spontanee della flora italiana) l'elenco seguente, tratto dalla ”Flora d'Italia” di Sandro Pignatti del 1982 e 2018 (2ª ed.) con relativi aggiornamenti, utilizza in parte il sistema delle chiavi analitiche (vengono cioè indicate solamente quelle caratteristiche utili a caratterizzare e distingue una specie dall'altra).
- 1A: il colore della corolla è bianco, roseo o purpureo;

- 2A: la superficie superiore delle foglie è provvista di spine pungenti lunghe 1 - 1,5 mm;

- 3A: i fusti sono alati;

Cirsium vulgare  (Savi) Ten.  - Cardo asinino: le foglie sono decorrenti per tutto l'internodo; il diametro dei capolini è di 2 - 4 cm. L'altezza della pianta varia da 5 a 13 dm; il ciclo biologico è bienne; la forma biologica è emicriptofita bienne (H bienn); il tipo corologico è Subcosmopolita; l'habitat tipico sono gli incolti, i cedui e i margini delle vie; è comune su tutto il territorio italiano dal piano fino a 1.700 m s.l.m..
Cirsium italicum DC. - Cardo italico: le foglie sono decorrenti per metà internodo; il diametro dei capolini è di 0,8 - 1,5 cm. L'altezza della pianta varia da 2 a 6 dm; il ciclo biologico è bienne; la forma biologica è emicriptofita bienne (H bienn); il tipo corologico è Sud Est Europeo; l'habitat tipico sono gli incolti aridi, i campi a riposo, le siepi e i sentieri; In Italia si trova al centro e al sud fino a 100 m s.l.m. ed è considerata pianta relativamente rara.
- 3B: i fusti non sono alati;

- 4A: le brattee involucrali medie, alla posizione distale, sono larghe più di 0,5 mm;

- 5A: il colore delle corolle è principalmente bianco;

Cirsium ferox  (L.) DC.  - Cardo crudele: la corolla è lunga 30 - 38 mm; il pappo è lungo 24 - 29 mm. L'altezza della pianta varia da 4 a 8 dm; il ciclo biologico è bienne; la forma biologica è emicriptofita bienne (H bienn); il tipo corologico è Nord Ovest Mediterraneo; l'habitat tipico sono i pascoli, gli incolti e i margini delle vie; è una specie rara e si trova solo sulle Alpi Marittime fino a 1.100 m s.l.m..
Cirsium vallis-demonis Lojac.  - Cardo del Valdemone:  la corolla è lunga 23 - 31 mm; il pappo è lungo 16 - 20 mm. L'altezza della pianta varia da 5 a 11 dm; il ciclo biologico è bienne; la forma biologica è emicriptofita bienne (H bienn); il tipo corologico è Endemico; l'habitat tipico sono i pascoli, gli incolti e i margini delle vie; si trova al sud tra i 800 e 1.500 m s.l.m. ed è considerata specie rara.
- 5B:  il colore delle corolle è principalmente roseo o purpureo;

Cirsium tenoreanum Petr.  - Cardo di Tenore: l'involucro ha dimensioni relativamente piccole (diametro di 12 – 25 mm); le foglie bratteali sono grandi e superano il capolino. L'altezza della pianta varia da 4 a 8 dm; il ciclo biologico è bienne; la forma biologica è emicriptofita bienne (H bienn); il tipo corologico è Endemico; l'habitat tipico sono i pascoli, gli incolti e i margini delle vie; si trova comunemente al Centro e al Sud (non nelle isole) da 1.000 a 1.800 m s.l.m..
- Aggregato di C. lobelii: le brattee fogliari del capolino sono in numero di 1 - 6; le brattee esterne dell'involucro sono quasi erette;

Cirsium lobelii Ten.  - Cardo di Lobel: il capolino è sotteso da 3 - 6 lunghe foglie bratteali; l'involucro è densamente pubescente (non è violaceo). L'altezza della pianta varia da 3 a 5 dm; il ciclo biologico è bienne; la forma biologica è emicriptofita bienne (H bienn); il tipo corologico è Endemico; l'habitat tipico sono i pascoli, gli incolti e i margini delle vie; si trova raramente nell'Italia Centrale da 1.000 a 2.000 m s.l.m..
Cirsium lacaitae Petr. - Cirsio di Lacaita: il capolino è sotteso da 1 - 4 brevi foglie bratteali; l'involucro è subglabro con riflessi violacei. L'altezza della pianta può arrivare a 15 dm; il ciclo biologico è bienne; la forma biologica è emicriptofita bienne (H bienn); il tipo corologico è Endemico; l'habitat tipico sono i castagneti; si trova raramente nell'Italia Meridionale da 500 a 1.000 m s.l.m..
- Aggregato di C. eriophorum: le brattee esterne dell'involucro sono patenti o ricurve, quelle medie hanno la porzione distale larga più di 1,5 mm;

Cirsium eriophorum  (L.) Scop.  - Cardo scardaccio: l'involucro ha dimensioni relativamente grandi (i suoi capolini sono probabilmente i più grandi, da 40 a 70 mm e più, delle varie specie del genere in Italia) è inoltre tomentoso (si presenta quasi ragnateloso). L'altezza della pianta varia da 5 a 15 dm; il ciclo biologico è bienne; la forma biologica è emicriptofita bienne (H bienn); il tipo corologico è Centro e Sud Europeo; l'habitat tipico sono i pascoli, gli incolti e lungo le vie; si trova al nord nelle Alpi e nell'Italia Centro-Meridionale da 100 a 1.800 m s.l.m..
Cirsium spathulatum (Moretti) Gaudin - Cardo scardaccio l'involucro ha dimensioni minori da 30 a 40 mm, è inoltre glabro o sparsamente pubescente. L'altezza della pianta varia da 5 a 15 dm; il ciclo biologico è bienne; la forma biologica è emicriptofita bienne (H bienn); il tipo corologico è Centro e Sud Europeo; l'habitat tipico sono i pascoli, gli incolti e lungo le vie; si trova raramente al nord nelle Alpi da 100 a 1.800 m s.l.m..
- 4B: le brattee involucrali medie, alla posizione distale, sono larghe meno di 0,5 mm;

Cirsium morisianum Rchb.  - Cardo di Moris: la spina apicale delle brattee involucrali è lunga 10 - 30 mm; il capolino è sotteso da 1 - 5 brattee fogliari. L'altezza della pianta varia da 6 a 15 dm; il ciclo biologico è bienne; la forma biologica è emicriptofita bienne (H bienn); il tipo corologico è Subendemico; l'habitat tipico sono i pascoli, gli incolti e lungo le vie; si trova comunemente dal Piemonte all'Abruzzo a quote variabili da 500 a 1.800 m s.l.m..
Cirsium scabrum  (Poiret) Bonn. et Barr.  - Cardo scabro: le brattee fogliari che sottendono il capolino sono uguali o più corte del capolino; l'involucro del capolino è largo 15 - 26 mm; la spina apicale delle brattee involucrali è lunga 0,5 - 1 mm. L'altezza della pianta varia da 20 a 30 dm; il ciclo biologico è perenne; la forma biologica è emicriptofita scaposa (H scap); il tipo corologico è Sud Ovest Mediterraneo; l'habitat tipico sono le selve, gli incolti e le siepi; si trova raramente al Sud a quote variabili fino a 1.100 m s.l.m..
Cirsium echinatum  (Desf.) DC.  - Cardo a cuscinetto: le brattee fogliari che sottendono il capolino sono più lunghe del capolino; l'involucro del capolino è largo 25 - 45 mm; la spina apicale delle brattee involucrali è lunga 2 - 4 mm. L'altezza della pianta varia da 1,5 a 4 dm; il ciclo biologico è perenne; la forma biologica è emicriptofita scaposa (H scap); il tipo corologico è Ovest Mediterraneo; l'habitat tipico sono gli incolti; si trova molto raramente in Sicilia a quote variabili da 800 a 1.600 m s.l.m..
- 2B: sulla superficie superiore delle foglie non sono presenti spine;

- 6A: il fusto è subnullo;

Cirsium acaule  (L.) Scop.  - Cardo nano: il capolino è inserito direttamente al centro della rosetta delle foglie basali; le foglie sono pennatopartite molto incise (fino a 4/5 della lamina) e possiedono delle robuste spine; l'involucro è ovoide con delle squame verdi. L'altezza della pianta varia da 1 a 3 dm; il ciclo biologico è perenne; la forma biologica è emicriptofita rosulata (H ros); il tipo corologico è Europeo Ovest Asiatico (Subatlantico); l'habitat tipico sono i prati aridi; si trova comunemente al Nord e al Centro (più raramente) a quote variabili da 100 a 2.500 m s.l.m..
- 6B: il fusto è lungo normalmente;

- 7A: le foglie inferiori sono decorrenti (fino più o meno a metà dell'internodo);

- 8A: la superficie delle foglie è glabra o sparsamente pelosa;

Cirsium monspessulanum  (L.) Hill.  - Cardo di Montpellier: il fusto è eretto, semplice e nudo nella parte alta; le foglie sono glabre e coriacee con margine cartilagineo e giallastro con spine intervallate; l'infiorescenza è corimbosa con involucri a forma di bicchiere. L'altezza della pianta varia da 3 a 15 dm; il ciclo biologico è perenne; la forma biologica è emicriptofita scaposa (H scap); il tipo corologico è Nord Ovest Mediterraneo; l'habitat tipico sono gli incolti e luoghi umidi; si trova raramente al Nord e al Centro, in preferenza sul versante tirrenico fino a 600 m s.l.m..
- 8B: la superficie delle foglie varia da pubescente a tomentosa;

- 9A: i capolini sono solitari e lungamente peduncolati; l'involucro è largo 10 - 25 mm; il pappo è lungo 13 - 17 mm;

Cirsium pannonicum  (L. fil.) Link.  - Cardo serretta: possiede una evidente rosetta basale, mentre le foglie cauline cono molto ridotte o nulle; i capolini sono isolati su un nudo peduncolo; la corolla ha un caratteristico colore rosso – vinoso. L'altezza della pianta varia da 4 a 6 dm; il ciclo biologico è perenne; la forma biologica è emicriptofita scaposa (H scap); il tipo corologico è Sud Est Europeo / Pontico; l'habitat tipico sono i pendii aridi (talvolta anche i prati umidi); è comune al nord e più raro al centro (meno frequente sulle Alpi occidentali); si trova a quote tra 200 ai 1.500 m s.l.m..
Cirsium canum  (L.) All.  - Cardo biancheggiante: le foglie basali hanno la lamina oblanceolato – spatolata; le foglie cauline sono ridotte e di forma lineare, sono inoltre amplessicauli; i capolini hanno un lungo peduncolo e l'involucro è emisferico; la corolla è purpurea. L'altezza della pianta varia da 4 a 20 dm; il ciclo biologico è perenne; la forma biologica è geofita rizomatosa (G rhiz); il tipo corologico è Sud Est Europeo / Pontico; l'habitat tipico sono i prati palustri su suolo torboso; si trova raramente solo al nord fino a 300 m s.l.m..
- 9B: i capolini in genere sono raggruppati (da 2 a 12), sessili o poco peduncolati; l'involucro è largo 7 - 10 mm; il pappo è lungo 8 - 13 mm;

Cirsium palustre  (L. ) Scop.  - Cardo di palude: le squame dell'involucro sono chiazzate di bruno e progressivamente ristrette in una breve spina apicale; si presenta con un lungo fusto eretto (fino a 2 metri); le foglie sono sparse lungo il fusto e l'infiorescenza è formata da alcuni capolini terminali. L'altezza della pianta varia da 5 a 20 dm; il ciclo biologico è bienne; la forma biologica è emicriptofita bienne (H bienn); il tipo corologico è Paleotemperato; l'habitat tipico sono i prati umidi, le paludi e le radure boschive; in Italia si trova solo sul continente (comune al Nord, raro al centro e rarissimo al Sud) a quote variabili fra i 600 e 1.900 m s.l.m..
Cirsium creticum  (Lam.) d'Urv. - Cardo cretese: le squame dell'involucro all'apice sono striate di rosso – purpureo e possiedono una robusta e lunga spina (fino a 1/3 della squama stessa); in genere è ramosa con fusto bianco – tomentoso. L'altezza della pianta varia da 5 a 25 dm; il ciclo biologico è bienne; la forma biologica è emicriptofita bienne (H bienn); il tipo corologico è Nord Est Mediterraneo; l'habitat tipico sono i prati umidi, le sponde e le paludi; in Italia si trova al centro e al sud fino a 1.200 m s.l.m..
- 7B: le foglie inferiori sono poco decorrenti (la decorrenza non raggiunge la metà dell'internodo);

- 10A: i fiori sono unisessuali;

Cirsium arvense  (L.) Scop.  - Cardo campestre, Stoppione, Scardaccione, Scorpione:  è una pianta infestante ed è comunissima in Italia: si trova nei luoghi selvatici o nei campi. Possiede un rizoma sotterraneo biancastro; è ramoso solo nella parte alta; le foglie sono pennatopartite con 5 – 7 coppie di lacine terminanti con diverse spine; i capolini peduncolati sono provvisti di brattee e riuniti in pannocchie; l'involucro è piriforme e lievemente arrossato con squame embricate e rivolte all'infuori; la corolla è colorata di porporino pallido o di rosa tenue. L'altezza della pianta varia da 5 a 15 dm; il ciclo biologico è bienne; la forma biologica è geofita radicigemmate (G rad); il tipo corologico è Eurasiatico / Subcosmopolita; l'habitat tipico sono i campi, gli incolti e i bordi delle vie; in Italia è comunissima e si trova in tutto il territorio fino a 1.750 m s.l.m..
- 10B: i fiori sono ermafroditi;

- 11A: le radici hanno delle fibre ingrossate e fusiformi;

Cirsium tuberosum  (L.) All.  - Cardo tuberoso:  la pagina inferiore è tomentosa  grigio – verdastra; i capolini sono lunghi 2 – 3 cm; la radice è ingrossata e fusiforme. È una specie rara, presente eventualmente solo al nord. L'altezza della pianta varia da 3 a 6 dm; il ciclo biologico è bienne; la forma biologica è geofita bulbose (G bulb); il tipo corologico è Ovest Europeo (Subatlantico); l'habitat tipico sono i prati umidi e le paludi; in Italia è molto rara e si trova al Nord fino a 1.500 m s.l.m..
- 11B: le radici hanno delle fibre normali (cilindriche e filiformi);

Cirsium heterophyllum  (L.) Hill - Cardo tagliente: la pagina inferiore è tomentosa biancastra; i capolini raggiungono i 5 cm di lunghezza; le foglie possono essere sia indivise che divise (a volte sulla stessa pianta). L'altezza della pianta varia da 4 a 6 dm; il ciclo biologico è perenne; la forma biologica è emicriptofita scaposa (H scap); il tipo corologico è Artico / Alpico (Eurasiatico); l'habitat tipico sono le radure, i prati torbosi, lungo i sentieri e le mulattiere e in vicinanza delle malghe; è una specie rara e si trova nelle Alpi da 800 a 2.100 m s.l.m..
Cirsium alsophilum  (Pollini) Soldano - Cardo montano: la corolla è di colore purpureo e il suo tubo è minore del resto del fiore (lembo); i capolini hanno tutti i fiori ermafroditi e sono riuniti in una infiorescenza di tipo glomeruloso. L'altezza della pianta varia da 10 a 20 dm; il ciclo biologico è perenne; la forma biologica è emicriptofita scaposa (H scap); il tipo corologico è Orofita Sud Europeo; l'habitat tipico sono le boscaglie umide, le forre e le schiarite boschive; è presente raramente al nord a quote alte (da 500 a 1.800 m s.l.m.).
Cirsium dissectum (L.) Hill.: le foglie sono in genere intere o lobate (raramente pennatifide); le infiorescenze sono formate da capolini solitari (raramente possono essere raggruppati in 2 o 3). L'altezza della pianta varia da 3 a 10 dm; il ciclo biologico è perenne; la forma biologica è emicriptofita scaposa (H scap); il tipo corologico è Ovest Europeo (Subatlantico); l'habitat tipico sono gli ambienti umidi.
- 1B: il colore della corolla è giallo;

- 12A: le foglie hanno una consistenza coriacea; le spine apicali delle brattee involucrali medie sono robuste e lunghe 3 - 10 mm;

Cirsium alpis-lunae Brilli-Catt. & Gubellini - Cardo dell'Alpe della Luna: la lamina delle foglie inferiori è dentata, sinuata o lobata (non è mai pennatopartita). L'altezza della pianta varia da 2 a 5 dm; il ciclo biologico è perenne; la forma biologica è emicriptofita scaposa (H scap); il tipo corologico è Endemico; l'habitat tipico sono i macereti; la distribuzione è relativa all'Emilia-Romagna, Toscana, Marche da 1.000 a 1.500 m s.l.m..
Cirsium spinosissimum  (L.) Scop.  - Cardo spinosissimo: non è una pianta molto alta e si presenta con carattere cespuglioso; si trova comunemente sui pascoli e ghiaioni alpini  (dai 1500 ai 2400 m s.l.m.) e in alcune località degli Appennini. L'infiorescenza è formata da una fascetto di capolini campanulati in posizione apicale; le foglie bratteali sono grandi e coprono l'infiorescenza; il fusto è fittamente circondato da foglie lineari – spatolate con lamina pennatifida provviste di spine acute, robuste e pungenti; il diametro dell'involucro  è di 1 cm e possiede delle squame piuttosto lanceolate; la corolla è gialla. L'altezza della pianta varia da 2 a 5 dm; il ciclo biologico è perenne; la forma biologica è emicriptofita scaposa (H scap); il tipo corologico è Orofita Sud Europeo; l'habitat tipico sono i macereti, le vallette nivali, i recinti per il bestiame e presso le malghe.
Cirsium bertolonii Sprengel - Cardo di Bertoloni: i capolini, lungamente peduncolati,  sono in formazione lassa e sono più grandi delle foglie bratteali: il fusto è ramoso con grandi foglie a lamina ben sviluppata e di forma pennatopartita; le squame dell'involucro sono pungenti. L'altezza della pianta varia da 2 a 5 dm; il ciclo biologico è perenne; la forma biologica è emicriptofita scaposa (H scap); il tipo corologico è Endemico; l'habitat tipico sono i pascoli d'altitudine; è una specie rara e si trova negli Appennini centrali da 1.200 a 2.000 m s.l.m..
- 12B: le foglie non sono coriacee; le spine apicali delle brattee involucrali medie sono deboli e lunghe 1 - 3 mm;

Cirsium erisithales  (Jacq.) Scop.  - Cardo zampa d'Orso: i capolini, a carattere nutante, si presentano isolati e sono privi di foglie bratteali; il fusto inoltre è scarsamente ramoso; le foglie sono pennatopartite divise in circa 10 segmenti per lato; l'involucro è piriforme e la corolla è giallastra.  L'altezza della pianta varia da 5 a 18 dm; il ciclo biologico è perenne; la forma biologica è emicriptofita scaposa (H scap); il tipo corologico è Orofita Sud Europeo; l'habitat tipico sono le schiarite dei boschi, i cedui, le forre umide e le aree sorgive; è una specie comune e si trova al Nord e al Centro da 500 a 1.800 m s.l.m..
Cirsium carniolicum Scop. - Cardo della Carniola: le foglie inferiori sono lungamente picciolate  con lamina ovale ampiamente sviluppata (larghezza 10 – 18 cm; lunghezza 15 – 22 cm) e con profondi lobi ottusi; i capolini sono isolati o a gruppi di 2 – 3; la corolla è gialla. L'altezza della pianta varia da 6 a 12 dm; il ciclo biologico è perenne; la forma biologica è emicriptofita scaposa (H scap); il tipo corologico è Endemico / Est Alpico; l'habitat tipico sono i boschi montani, le schiarite e le forre; è presente raramente nelle Alpi orientali a quote comprese tra 600 e 1.800 m s.l.m..
Cirsium oleraceum  (L.) Scop.  - Cardo giallastro: l'infiorescenza è formata da 2 e più capolini avvolti da una foglia bratteale di forma ovata e di colore verde – giallastro; le foglie hanno la forma ovata o lanceolata e sono anch'esse verde – giallastre ; le spinule delle foglie sono molli (si può dire che è una specie con foglie senza spine); le squame dell'involucro si presentano ragnatelose; la corolla è giallastra. L'altezza della pianta varia da 5 a 15 dm; il ciclo biologico è perenne; la forma biologica è emicriptofita scaposa (H scap); il tipo corologico è Euro-Siberiano; l'habitat tipico sono i prati umidi e torbosi; è una specie rara e si trova nelle Alpi e negli Appennini centrali fino a 1.800 m s.l.m..

## Zona alpina
Della trentina di specie spontanee della flora italiana i due terzi vivono sull'arco alpino. La tabella seguente mette in evidenza alcuni dati relativi all'habitat, al substrato e alla distribuzione delle specie alpine.
| Specie | Comunità vegetali | Piani vegetazionali | Substrato  | pH     | Livello trofico | H2O   | Ambiente                      | Zona alpina            |
| --- | ----------------- | ------------------- | ---------- | ------ | --------------- | ----- | ----------------------------- | ---------------------- |
| C. acaule | 9                 | subalpino montano   | Ca – Ca/Si | basico | medio           | secco | F2 F5                         | tutto l'arco alpino    |
| C. alsophilum | 11                | subalpino montano   | Ca – Si    | neutro | alto            | umido | A1 B5 B6 D2 F7 G2 G4 H1 I1 I2 | tutto l'arco alpino    |
| C. arvense | 2                 | montano collinare   | Ca – Si    | neutro | alto            | medio | B1 B2 B5 B6                   | tutto l'arco alpino    |
| C. canum | 11                | collinare           | Ca – Ca/Si | neutro | alto            | umido | A4 B5 F3                      | CO                     |
| C. carniolicum | 11                | subalpino montano   | Ca – Ca/Si | neutro | alto            | umido | B6 D2 F3 F5 G1 G2 H1 H2       | parte orientale        |
| C. eriophorum subsp. eriophorum | 5                 | subalpino montano   | Ca – Ca/Si | basico | alto            | secco | B2 B4 B6 F2 G4                | tutto l'arco alpino    |
| C. eriophorum subsp. spathulatum | 5                 | subalpino montano   | Ca – Ca/Si | basico | alto            | secco | B2 B4 B6 F2 G4                | CN AO VC NO CO TV      |
| C. erisithales | 11                | subalpino montano   | Ca         | basico | medio           | medio | B6 D1 D2 F3 G4 H2             | tutto l'arco alpino    |
| C. ferox | 5                 | collinare           | Ca         | basico | basso           | arido | B1 B2 F2                      | IM CN TO               |
| C. heterophyllum | 11                | subalpino montano   | Ca/Si - Si | neutro | alto            | umido | A4 B4 B5 F3 G2 G4             | tutto l'arco alpino    |
| C. monspessulanum | 11                | montano collinare   | Ca - Si    | neutro | alto            | umido | A4 B5 D1 D2 E1 F3             | IM CN                  |
| C. morisianum | 5                 | montano collinare   | Ca - Si    | neutro | medio           | arido | B1 B2 F2                      | IM CN TO CO            |
| C. oleraceum | 11                | montano collinare   | Ca – Ca/Si | basico | alto            | umido | A4 B5 B6 D1 D2 E1 E2 F3 G2 G4 | parte centro-orientale |
| C. palustre | 11                | montano collinare   | Ca – Si    | neutro | medio           | umido | B6 D1 D2 E1 F3 G4 I2          | tutto l'arco alpino    |
| C. pannonicum | 9                 | montano collinare   | Ca – Ca/Si | basico | basso           | secco | F2 F3 F7 G2 G4 I3             | parte centro-orientale |
| C. rivulare | 11                | montano collinare   | Ca – Si    | neutro | medio           | umido | A4 D1 F3                      | SO                     |
| C. spinosissimum | 5                 | alpino subalpino    | Ca – Si    | neutro | alto            | umido | B4 C3 C4 D1 D2 F5 G2          | tutto l'arco alpino    |
| C. tuberosum | 11                | montano collinare   | Ca – Ca/Si | basico | basso           | medio | A4 B6 E1 F3 F7 G4 I1          | IM SV CN TO BG         |
| C. vulgare | 5                 | montano collinare   | Ca - Si    | neutro | alto            | medio | B1 B2 F2                      | tutto l'arco alpino    |
| Legenda e note alla tabella. Substrato con “Ca/Si” si intendono rocce di carattere intermedio (calcari silicei e simili); vengono prese in considerazione solo le zone alpine del territorio italiano (sono indicate le sigle delle province). Comunità vegetali: 2 = comunità terofitiche pioniere nitrofile; 5 = comunità perenni nitrofile; 9 = comunità a emicriptofite e camefite delle praterie rase magre secche; 10 = comunità delle praterie rase dei piani subalpino e alpino con dominanza di emicriptofite; 11 = comunità delle macro- e megaforbie terrestri Ambienti: A4 = ambienti umidi, temporaneamente inondati o a umidità variabile; B1 = campi, colture e incolti; B2 = ambienti ruderali, scarpate; B3 = siepi e margini dei boschi; B4 = riposi del bestiame; B5 = rive, vicinanze corsi d'acqua; B6 = tagli rasi forestali, schiarite, strade forestali ; C1 = ambienti sabbiosi, affioramenti rocciosi; C2 = rupi, muri e ripari sotto roccia; C3 = ghiaioni, morene e pietraie; C4 = campi solcati; C5 = cave di ghiaia e pietra; D1 = sorgenti e cadute d'acqua; D2 = bordi dei ruscelli; E1 = paludi e torbiere basse; E2 = torbiere alte; F2 = praterie rase, prati e pascoli dal piano collinare al subalpino; F3 = prati e pascoli mesofili e igrofili; F5 = praterie rase subalpine e alpine; F7 = margini erbacei dei boschi; G1 = lande e popolamenti a lavanda; G2 = praterie rase dal piano collinare a quello alpino; G3 = macchie basse; G4 = arbusteti e margini dei boschi; H1 = ontaneti verdi, saliceti subalpini; H2 = boscaglie di pini montani; I1 = boschi di conifere; I2 = boschi di latifoglie; I3 = querceti submediterranei |                   |                     |            |        |                 |       |                               |                        |

## Nomi obsoleti
Elenco di alcuni nomi obsoleti (o sinonimi o controversi) contenuti in alcune checklist della flora spontanea italiana. Accanto al nome obsoleto è indicata la fonte.
- Cirsium eriophorum (L.) Scop. subsp. spathulatum (Moretti) Ces.[1][3][4] (= Cirsium spathulatum (Moretti) Gaudin[6])
- Cirsium helenioides (L.) Hill [1][3]  (= Cirsium heterophyllum (L.) Hill	[6])
- Cirsium misilmerense Ces., Pass. & Gibelli[1][4] (= Cirsium vulgare (Savi) Ten.[6])
- Cirsium montanun (Willd.) Spreng. [1][3]  (= Cirsium alsophilum (Pollini) Soldano[6])

## Alcune specie

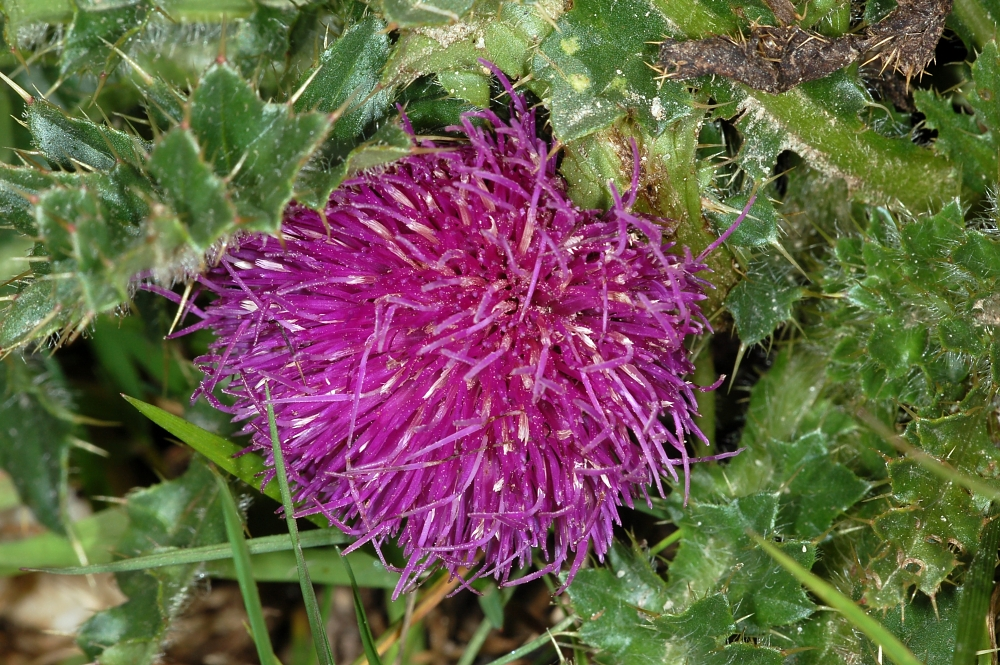
Cirsium acaule
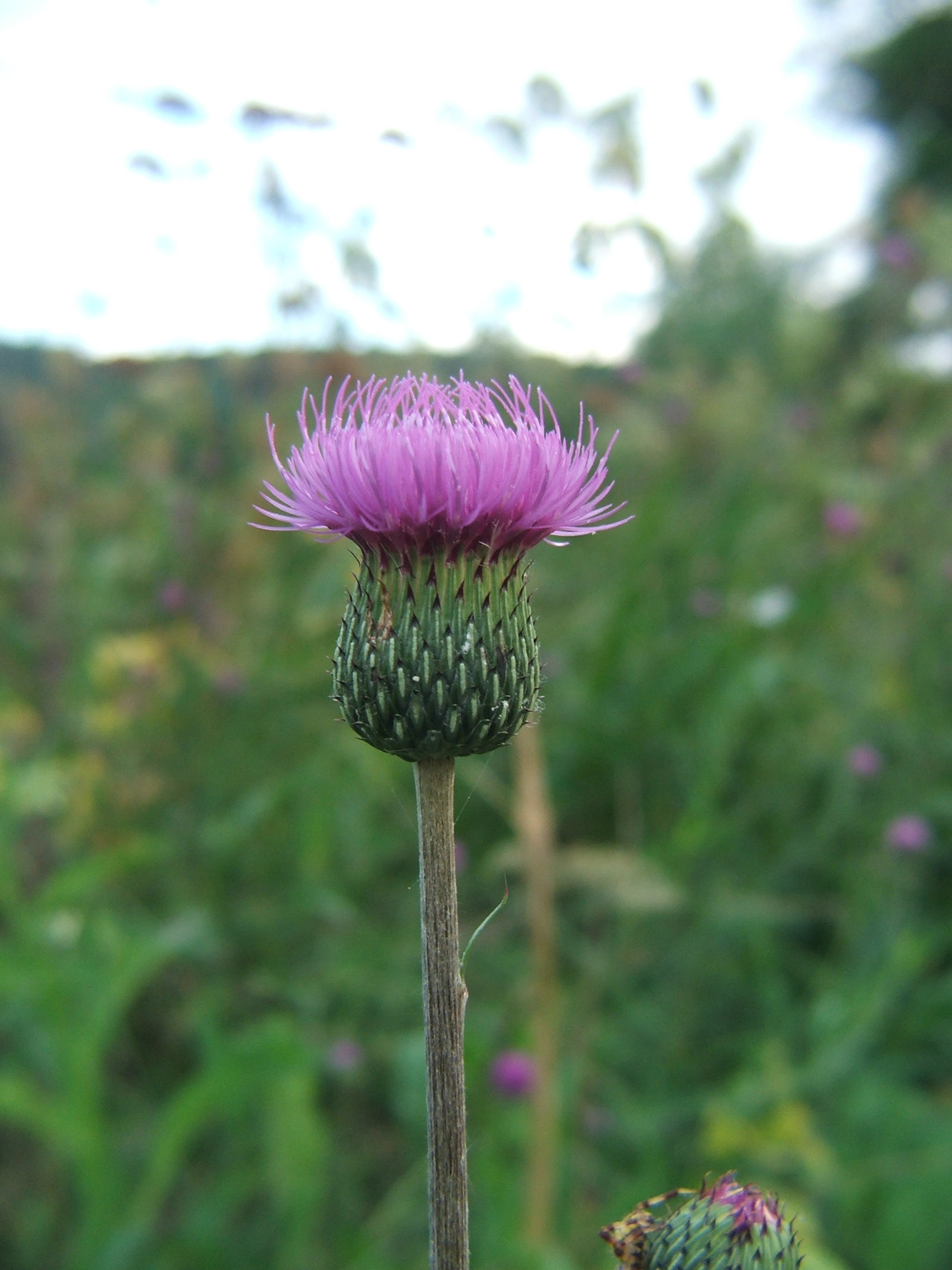
Cirsium canum
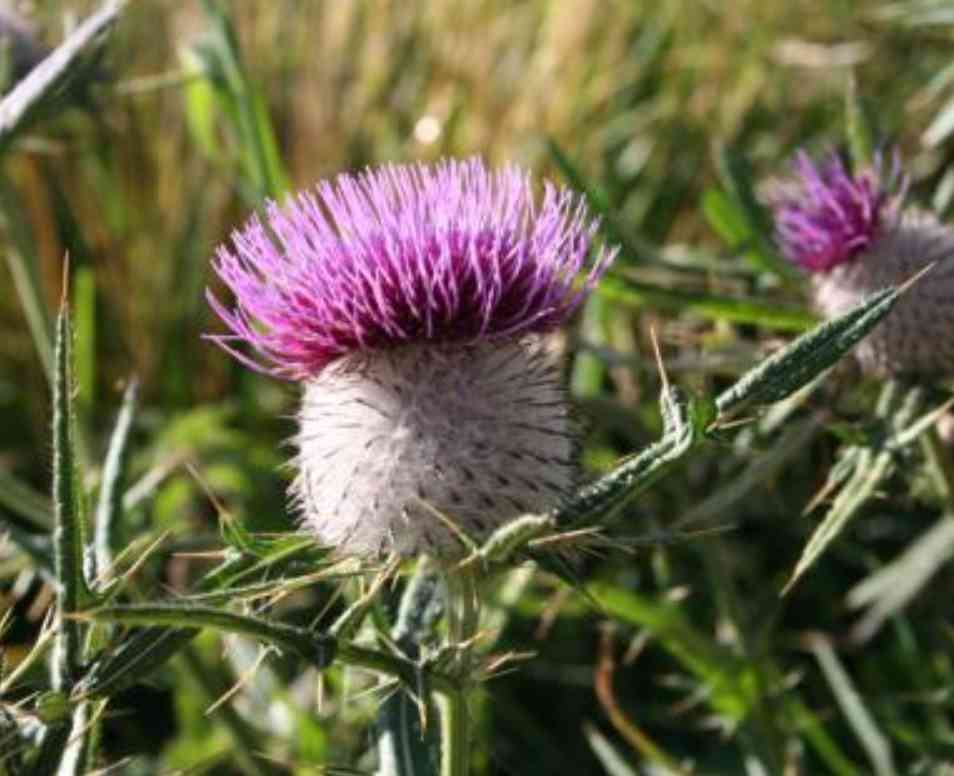
Cirsium eriophorum
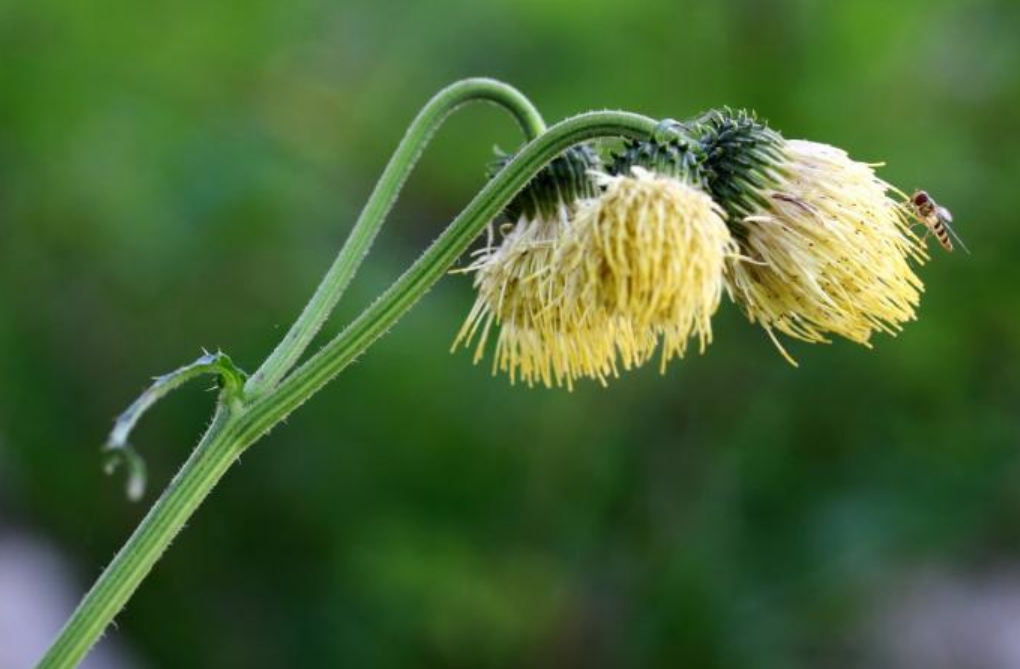
Cirsium erisithales
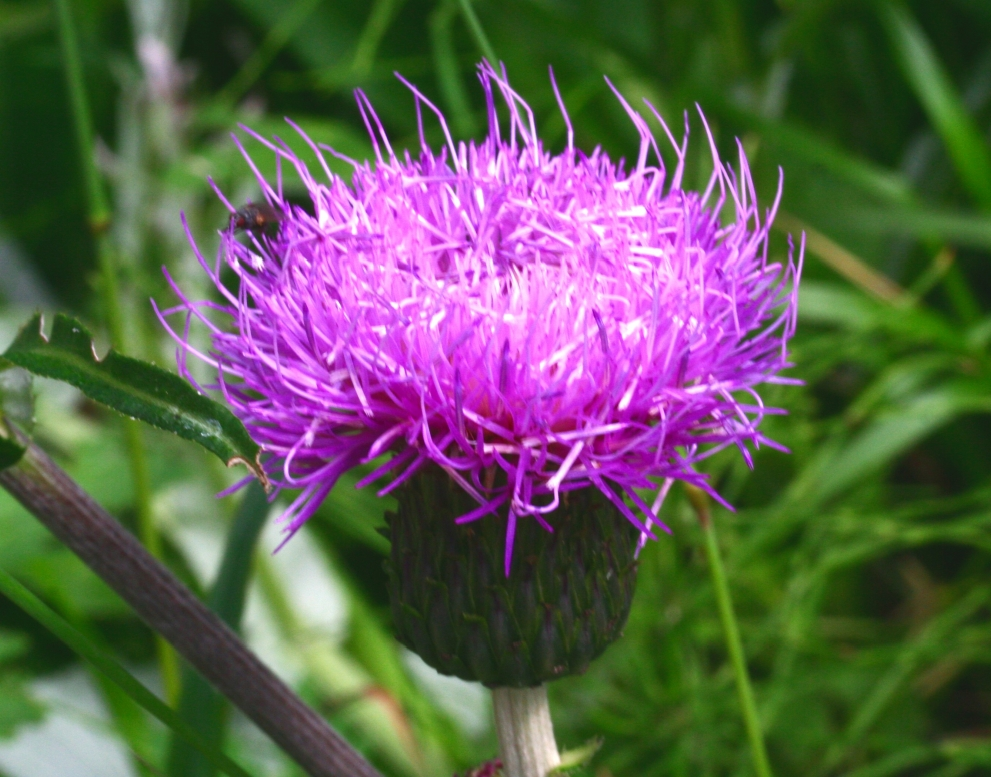
Cirsium helenioides
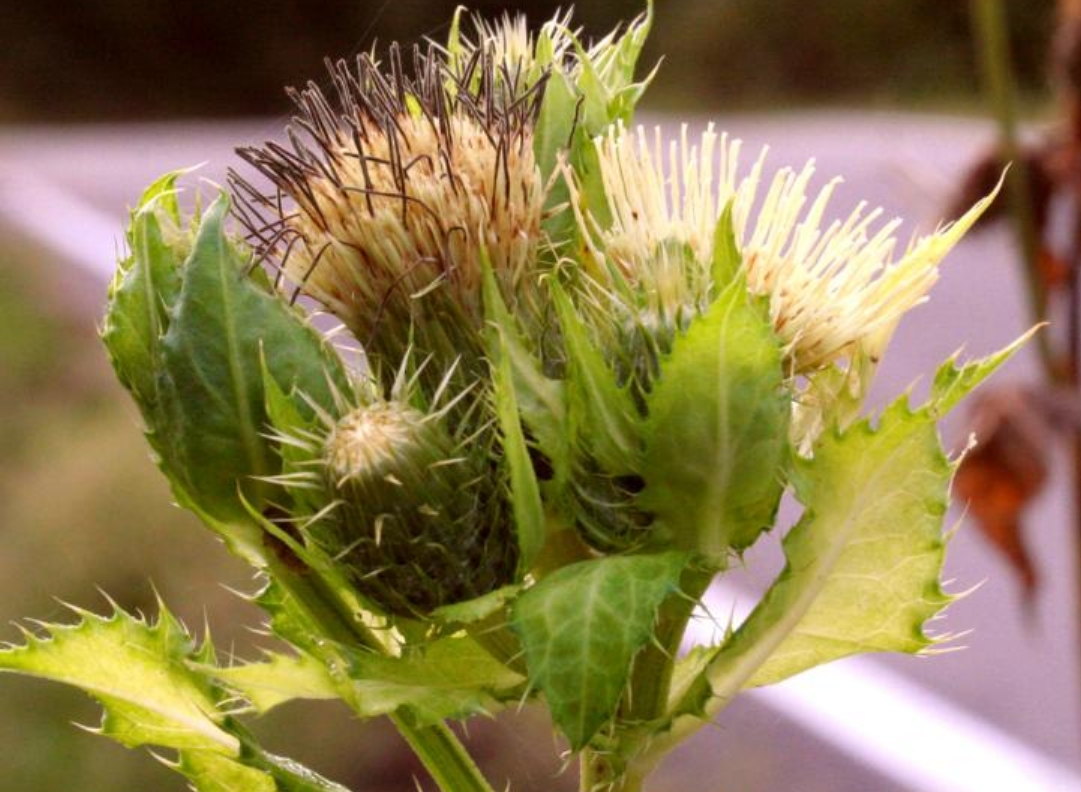
Cirsium oleraceum
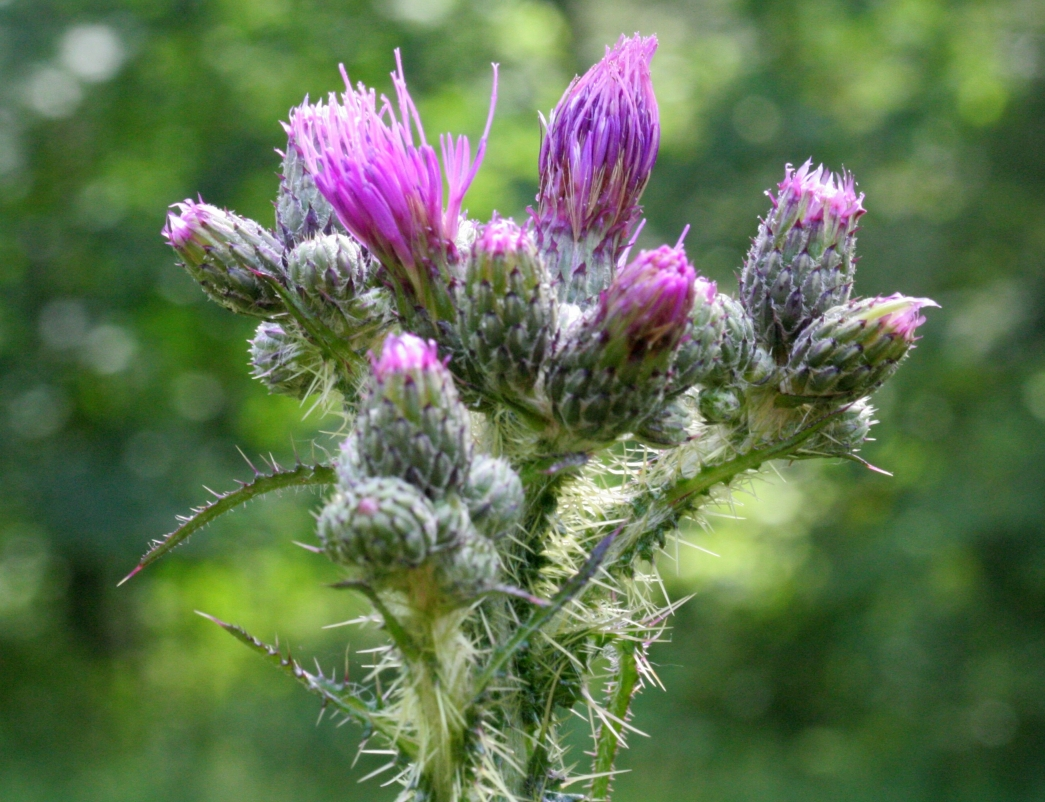
Cirsium palustre
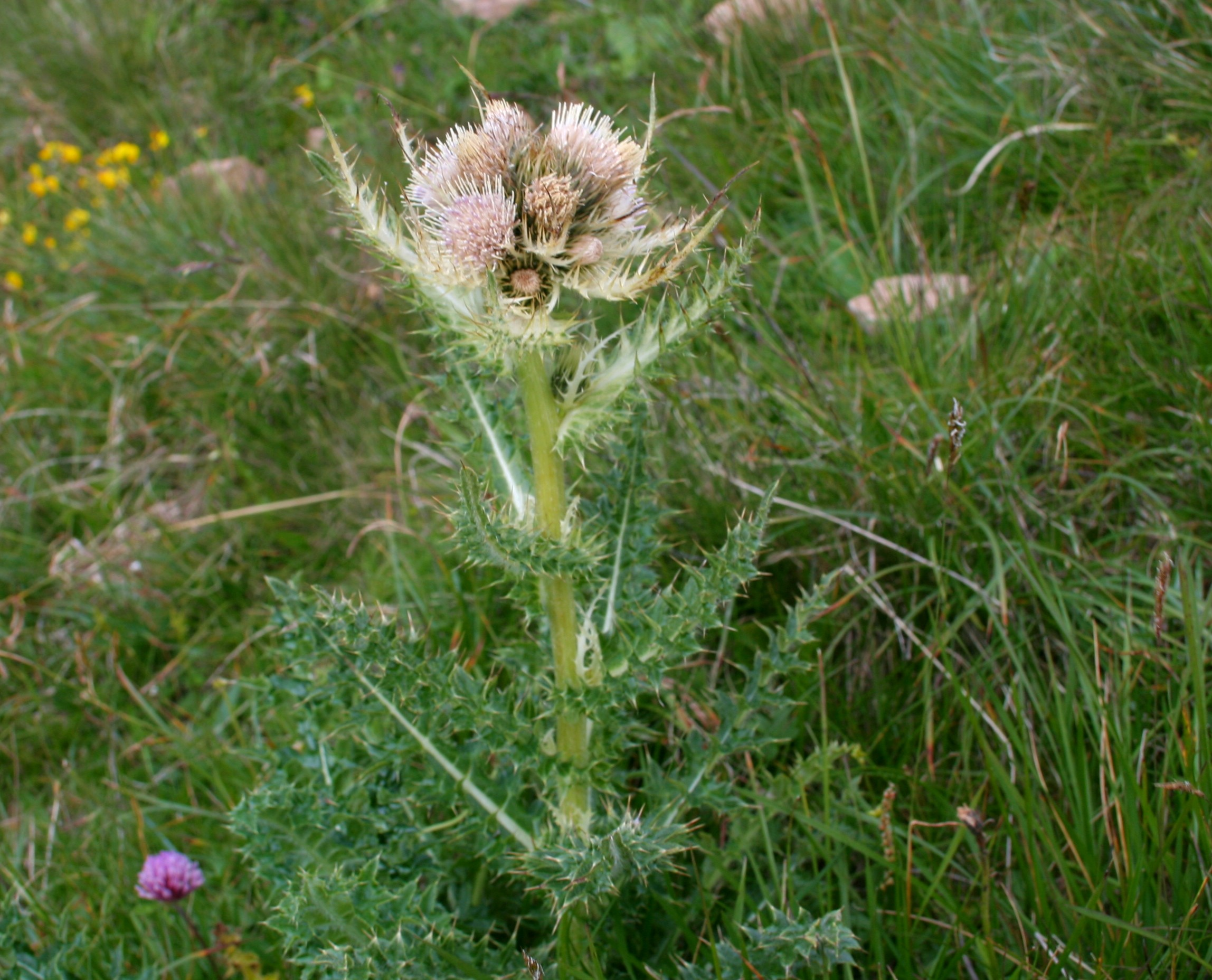
Cirsium spinosissimum
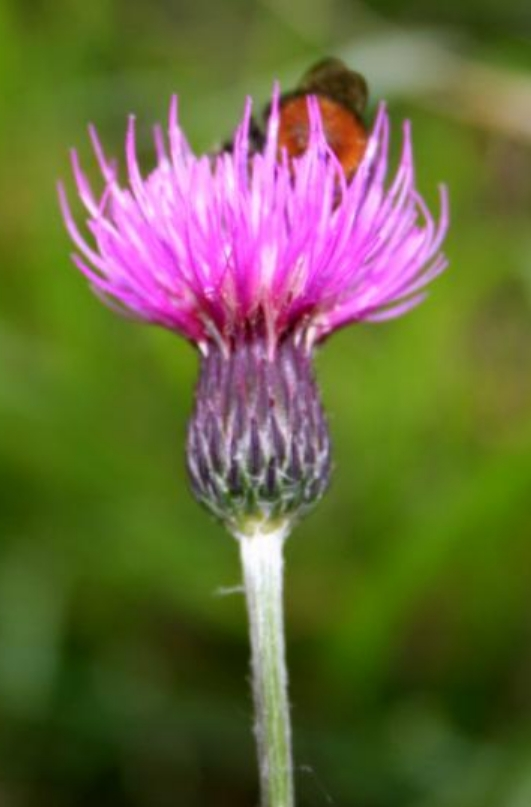
Cirsium pannonicum
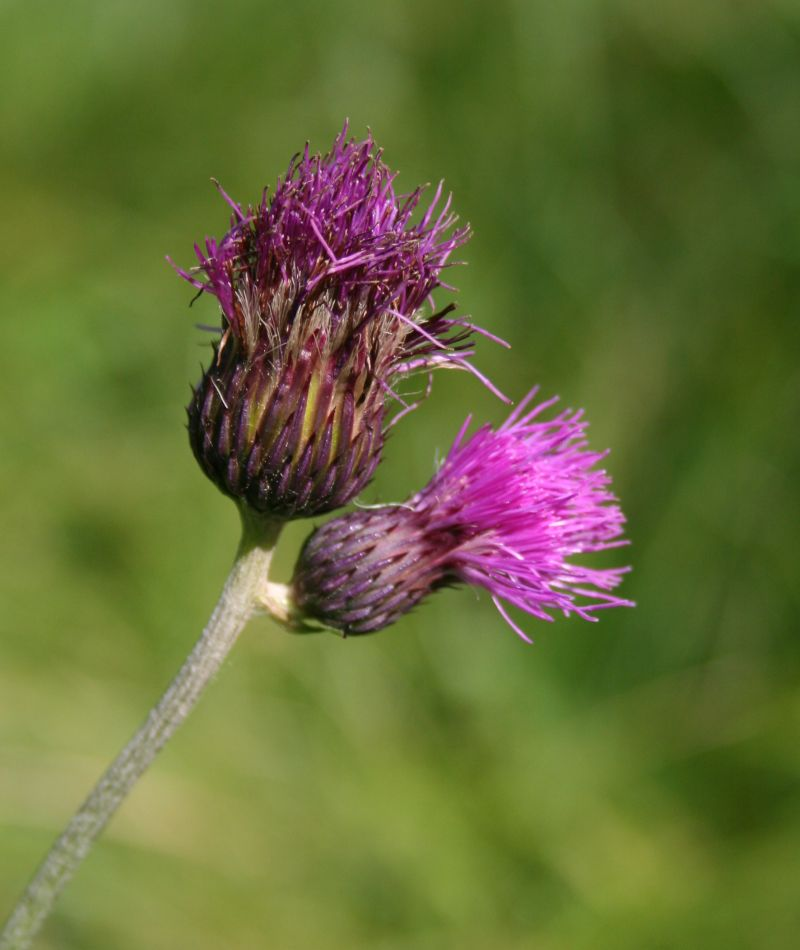
Cirsium rivulare
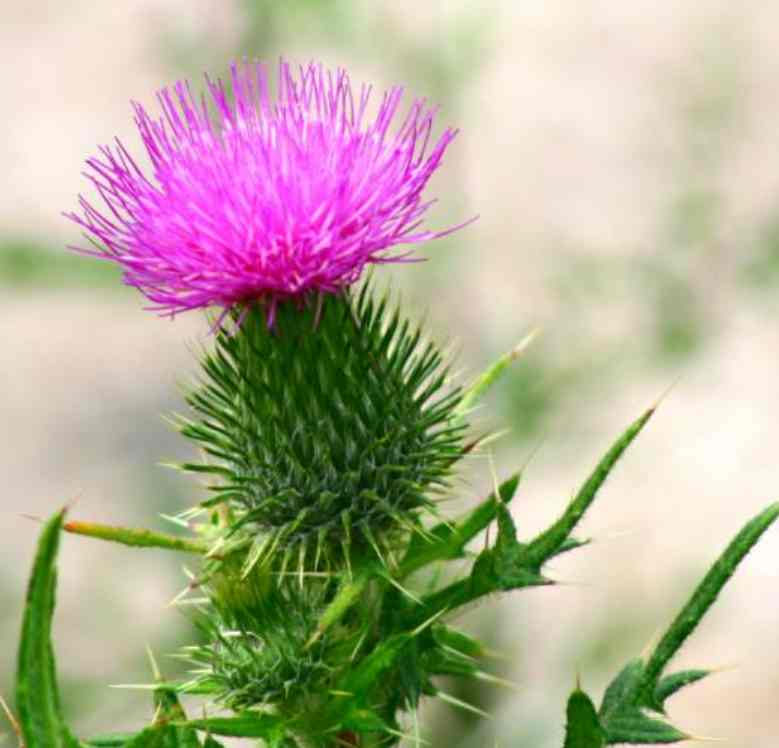
Cirsium vulgare
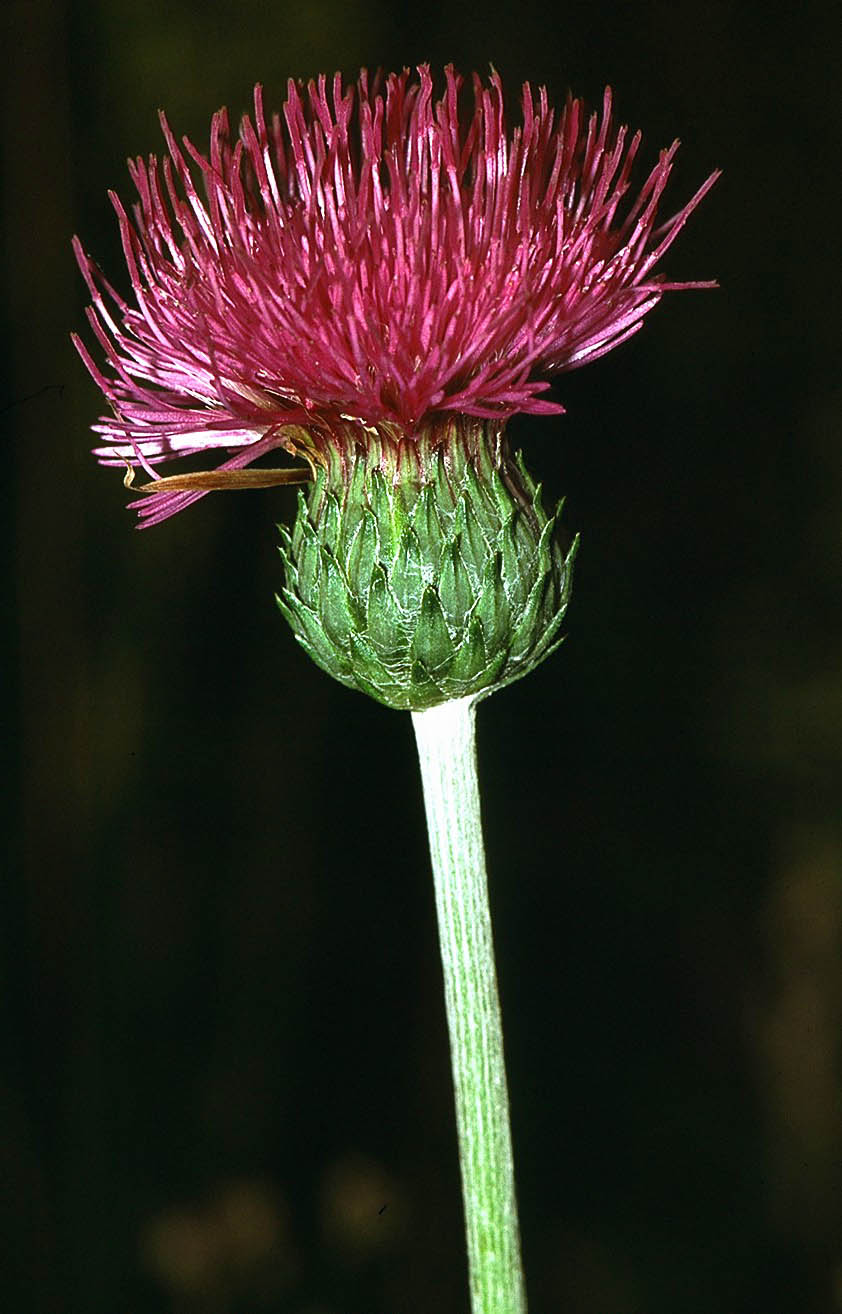
Cirsium tuberosum